# تاج محل سیاه

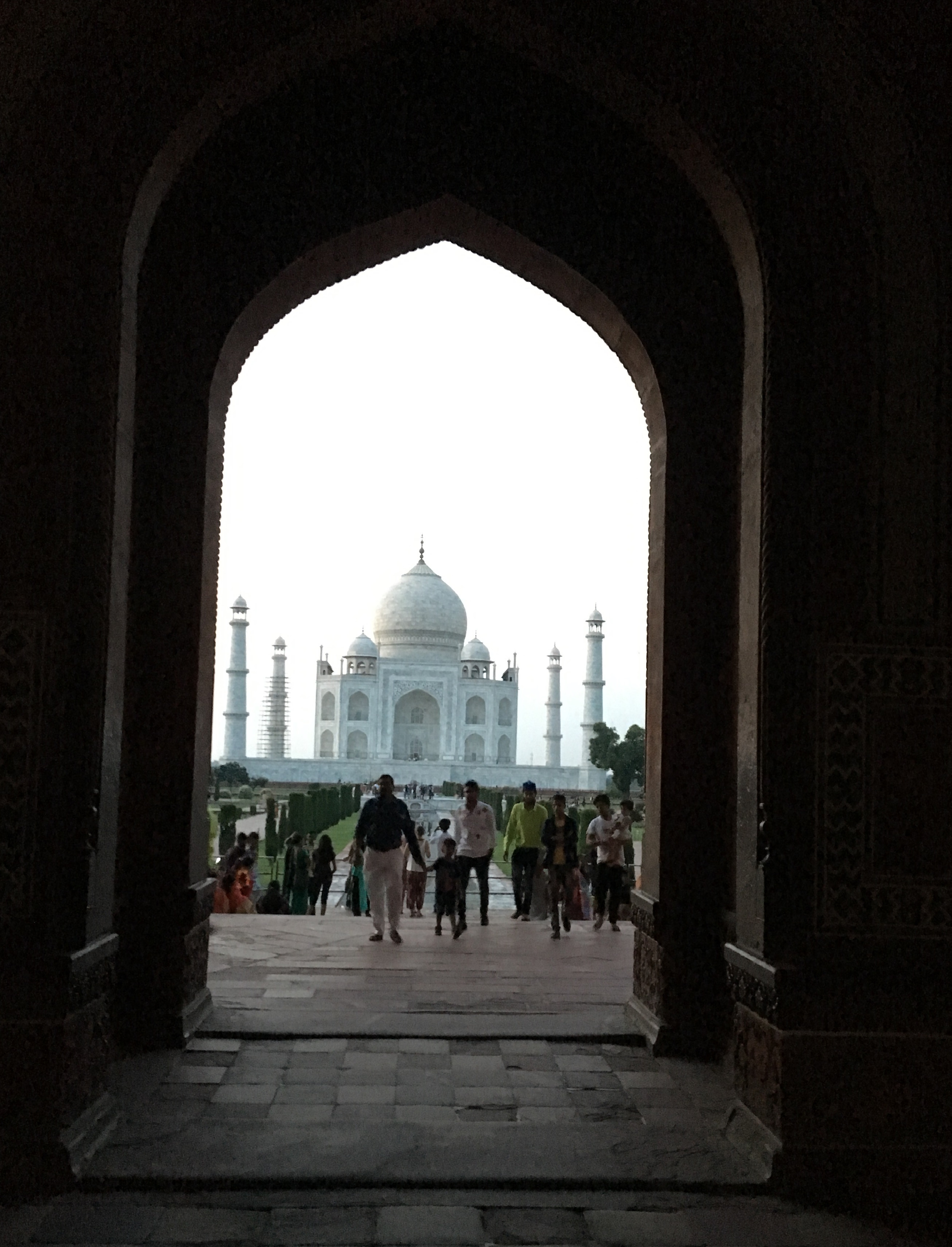
تاج محل

تاج محل سیاه (انگلیسی: Black Taj Mahal) نام مقبره و باغ افسانه ایست که گفته می‌شد از سنگ مرمر سیاه رنگ برای ساخت در جبههٔ مقابل تاج محل در کرانهٔ دیگر رود جمنا برنامه ریزی شده بود تا مقبره شاه جهان باشد
ولی با کودتا پسر شاه جهان، اورنگ زیب، علیه پدر برنامه ریزی ساخت لغو شد 

.